# Charles De Ketelaere
Charles De Ketelaere (10. březen 2001 Bruggy) je belgický profesionální fotbalista, který hraje na pozici útočníka či křídelníka za italský klub Atalanta a za belgický národní tým.

## Přestupy
- z Bruggy do Milán za 37 500 000 Euro
- z Milán do Atalanta za 3 000 000 Euro (hostování)
- z Milán do Atalanta za 23 200 000 Euro

## Kariéra

### Klubová

#### Bruggy
Je odchovancem Brugg, do jehož akademie přišel v roce 2008 ve věku 7 let.
V klubu debutoval 25. září 2019, když odehrál celé utkání v belgického poháru proti Francs Borains a pomohl k výhře 3:0. 22. října 2019 debutoval v evropských pohárech, když nastoupil do zápasu základní skupiny Ligy mistrů proti francouzskému Paris Saint-Germain. 5. února 2020 vstřelil svůj první gól v dresu Brugg, a to když gólem na konečných 2:1 v zápase proti Zulte Waregem poslal svůj tým do finále belgického poháru. 1. března 2020 vstřelil také svůj první gól v Jupiler Pro League, a to když v zápase proti KRC Genk, při výhře 2:1, otevřel skóre ve třetí minutě.
Dne 20. října 2020 vstřelil De Ketelaere v 93. minutě zápasu základní skupině Ligy mistrů proti ruskému Zenitu Sankt-Petěrburg na konečných 2:1. O měsíc později se znovu střelecky prosadil v zápase proti stejnému soupeři. K výhře 3:0 přispěl gólem a asistencí. V průběhu sezóny 2020/21 se stal pravidelným členem základní sestavy. Odehrál 38 zápasů v nejvyšší belgické soutěži a třemi góly pomohl klubu k zisku ligového titulu.
I v sezóně 2021/22 se mu velmi dařilo, kdy explodoval 21 body (14+7) v 33 startech a byl hlavní postavou týmu na cestě za dalším mistrovským titulem.

#### Milán
Dne 2. srpna 2022 jej koupil za 35 milionů Euro italský Milán. První utkání za Rossoneri odehrál 13. srpna, když 71. minutě nahradil Brahima Diaze proti Udinese (2:1). Kvůli problémům s adaptací se trenér Pioli rozhodl jej stavit míň. Sezónu zakončil pod očekáváním, odehrál 40 zápasů a nevstřelil ani jeden gól.

#### Atalanta
Dne 16. srpna 2023, po pouhém roce byl poslán na hostování s opcí do Atalanty. Hned v prvním utkání 20. srpna, vstřelil branku do sítě Sassuola (2:0). Také vstřelil první branku v EL do sítě Čenstochove (2:0). V novém dresu se mu dařilo a pomohl klubu vyhrát první evropskou trofej, když ve finále EL porazil tehdy neporazitelný Leverkusen (3:0). V sezoně odehrál celkem 50 zápasu a vstřelil 11 branek. Klub uplatnil opci a stal se tak jejím hráčem.

### Reprezentační
De Ketelaere byl poprvé povolán do belgické reprezentace v listopadu 2020 a svého reprezentačního debutu se dočkal 11. listopadu v zápase proti Švýcarsku. Dne 10. října 2021 vstřelil svůj první reprezentační gól při prohře 1:2 proti Itálii v Lize národů v zápase o třetí místo.

## Statistiky

### Klubové
| Sezóna             | Klub               | Liga               | Liga   | Liga | Domácí poháry | Domácí poháry | Domácí poháry | Kontinentální poháry | Kontinentální poháry | Kontinentální poháry | Celkem | Celkem |
| Sezóna             | Klub               | Soutěž             | Zápasy | Góly | Soutěž        | Zápasy        | Góly          | Soutěž               | Zápasy               | Góly                 | Zápasy | Góly   |
| ------------------ | ------------------ | ------------------ | ------ | ---- | ------------- | ------------- | ------------- | -------------------- | -------------------- | -------------------- | ------ | ------ |
| 2019/20            | Bruggy             | Pro League         | 13     | 1    | BP            | 6             | 1             | LM+EL                | 4+2                  | 0                    | 25     | 2      |
| 2020/21            | Bruggy             | Pro League         | 32+6   | 3    | BP+BS         | 1+0           | 0             | LM+EL                | 6+1                  | 2+0                  | 46     | 5      |
| 2021/22            | Bruggy             | Pro League         | 33+6   | 14   | BP+BS         | 3+1           | 4+0           | LM                   | 6                    | 0                    | 49     | 18     |
| Celkem za Bruggy   | Celkem za Bruggy   | Celkem za Bruggy   | 130    | 22   | -             | 11            | 1             | -                    | 26                   | 1                    | 167    | 24     |
| 2022/23            | Milán              | Serie A            | 32     | 0    | IP+IS         | 1+1           | 0+0           | LM                   | 6                    | 0                    | 40     | 0      |
| 2023/24            | Atalanta           | Serie A            | 35     | 10   | IP            | 4             | 2             | EL                   | 11                   | 2                    | 50     | 14     |
| 2024/25            | Atalanta           | Serie A            | 33     | 7    | IP+IS         | 1+1           | 2+0           | LM+ES                | 10+1                 | 4+0                  | 47     | 13     |
| Celkem za Atalantu | Celkem za Atalantu | Celkem za Atalantu | 68     | 17   | -             | 7             | 4             | -                    | 22                   | 6                    | 97     | 27     |
| Celkově            | Celkově            | Celkově            | 190    | 35   | -             | 19            | 9             | -                    | 47                   | 8                    | 257    | 52     |

### Reprezentační
K 26. březnu 2022
| Belgie | Belgie | Belgie |
| Rok    | Zápasy | Góly   |
| ------ | ------ | ------ |
| 2020   | 1      | 0      |
| 2021   | 3      | 1      |
| 2022   | 1      | 0      |
| Celkem | 5      | 1      |

#### Reprezentační góly
Skóre a výsledky Belgie jsou vždy zapisovány jako první.
| Gól | Datum          | Místo                           | Soupeř | Skóre | Výsledek | Soutěž                   |
| --- | -------------- | ------------------------------- | ------ | ----- | -------- | ------------------------ |
| 1.  | 10. října 2021 | Juventus Stadium, Turín, Itálie | Itálie | 1:2   | 1:2      | Liga národů UEFA 2020/21 |

## Úspěchy

### Klubové

#### Národní
- 3× vítěz belgické ligy (2019/20, 2020/21, 2021/22)
- 2× vítěz belgického superpoháru (2021, 2022)

#### Kontinentální
- vítěz Evropské ligy (1x)

Atalanta: 2023/24

### Reprezentační
- 1× na MS (2022)
- 1× na ME (2024)
- 1× na LN UEFA (2020/21)
- 1× na ME U21 (2023)

### Individuální
- Belgický talent roku: 2020[15]